# Claire Touzard
Claire Touzard est une journaliste et écrivaine française. Ses œuvres littéraires, souvent des témoignages ou d'inspiration autobiographique, traitent de santé mentale (notamment d'alcoolisme féminin et de bipolarité) et des oppressions subies par les femmes.

## Biographie
Claire Touzard grandit à Morlaix, dans le Finistère. Sa mère est institutrice.
Claire Touzard travaille comme journaliste, successivement à France Inter et Libération, puis comme rédactrice en chef à Paris Première et Grazia (qu'elle quitte en 2019). Elle couvre notamment le mouvement MeToo et le sujet des violences faites aux femmes. Elle réalise par la suite des émissions de télévision sur la mode, la culture et la musique pour Canal+ et France Télévisions.

### Carrière littéraire
Après avoir commencé à boire à l'adolescence et ayant un terrain addictif, Claire Touzard devient alcoolique. Elle cesse de consommer de l'alcool le 31 décembre 2019. Elle raconte son expérience de l'alcoolisme et son sevrage dans son premier ouvrage, Sans alcool, paru en 2021 chez Flammarion,. Dans ce livre, elle évoque également les représentations culturelles de l'alcool et de l'alcoolisme féminin, ainsi que la pression sociale poussant à la consommation d'alcool,. Elle se penche aussi sur les causes et conséquences psychologiques de l'alcoolisme, notamment au niveau de l'anxiété,.
En 2022, Claire Touzard publie son deuxième ouvrage, Féminin. Ce roman évoque le quotidien d'une journaliste travaillant pour un magazine de mode, qui devient victime de l'emprise de son patron, avec lequel elle entretient une liaison,. Il traite le sujet des violences patriarcales et violences conjugales.
En 2025, dans son livre Folie et résistance, Claire Touzard aborde le sujet de sa bipolarité. Elle y évoque plus largement la notion de folie comme terme permettant de rassembler les personnes neuroatypiques ou atteintes de troubles psychiques. Elle dénonce un lien de causalité entre le néolibéralisme et la détérioration de la santé mentale de la population, ainsi que la psychiatrisation de la neurodiversité.

### Prises de position
Dans le cadre de la guerre Israël-Gaza, Claire Touzard prend position en soutien à la Palestine. Elle rédige en 2023 avec Léane Alestra la tribune « Israël-Palestine : contre le double standard, pour la liberté d’expression », publiée dans Manifesto XXI et signée par 85 personnalités,. En 2025, elle signe une tribune de soutien à Gaza, ainsi qu'une tribune s'opposant à la dissolution d'Urgence Palestine et de la Jeune Garde antifasciste.

## Œuvres
- Sans alcool, Flammarion, 2021, 327 p.  (ISBN 9782080232762)Réédition, J'ai lu, 2022, 285 p. (ISBN 9782290358412)
- Féminin, Flammarion, 2022, 331 p.  (ISBN 9782080265777)
- Folie et résistance, Divergences, 2025, 200 p.  (ISBN 9791097088859)